# 干潟龍祥
干潟龍祥（日語：干潟 龍祥，1892年—1991年）是一名日本的佛教学者、僧人。

## 生平
1892年出生于日本福井县，1917年毕业于东京大学文学部印度哲学科。历任东京大学讲师、九州大学教授等职。自一九二七年始，曾留学英、法、德、印度等国四年。归国后，历任九州大学附属图书馆长、文学院长、教育学院长、福冈女子大学校长等职。著有《本生经类の思想史的研究》、《ジヤ─タカ（本生经）概观》等书。1965年获紫綬褒章，1966年获瑞寶章，1969年成为日本学士院会员，1990获佛教传道文化奖。